# Xestoblatta nyctiboroides
Xestoblatta nyctiboroides är en kackerlacksart som först beskrevs av Rehn, J. A. G. 1906.  Xestoblatta nyctiboroides ingår i släktet Xestoblatta och familjen småkackerlackor. Inga underarter finns listade i Catalogue of Life.